# Encinal Huautla
Encinal Huautla är en ort i Mexiko.   Den ligger i kommunen Huautla de Jiménez och delstaten Oaxaca, i den sydöstra delen av landet, 280 km sydost om huvudstaden Mexico City. Encinal Huautla ligger 1 903 meter över havet och antalet invånare är 341.
Terrängen runt Encinal Huautla är kuperad åt nordväst, men åt sydost är den bergig. Encinal Huautla ligger uppe på en höjd. Runt Encinal Huautla är det ganska glesbefolkat, med 36 invånare per kvadratkilometer. Närmaste större samhälle är Huautla de Jiménez, 3,3 km väster om Encinal Huautla. I omgivningarna runt Encinal Huautla växer i huvudsak städsegrön lövskog.